# ステナライン

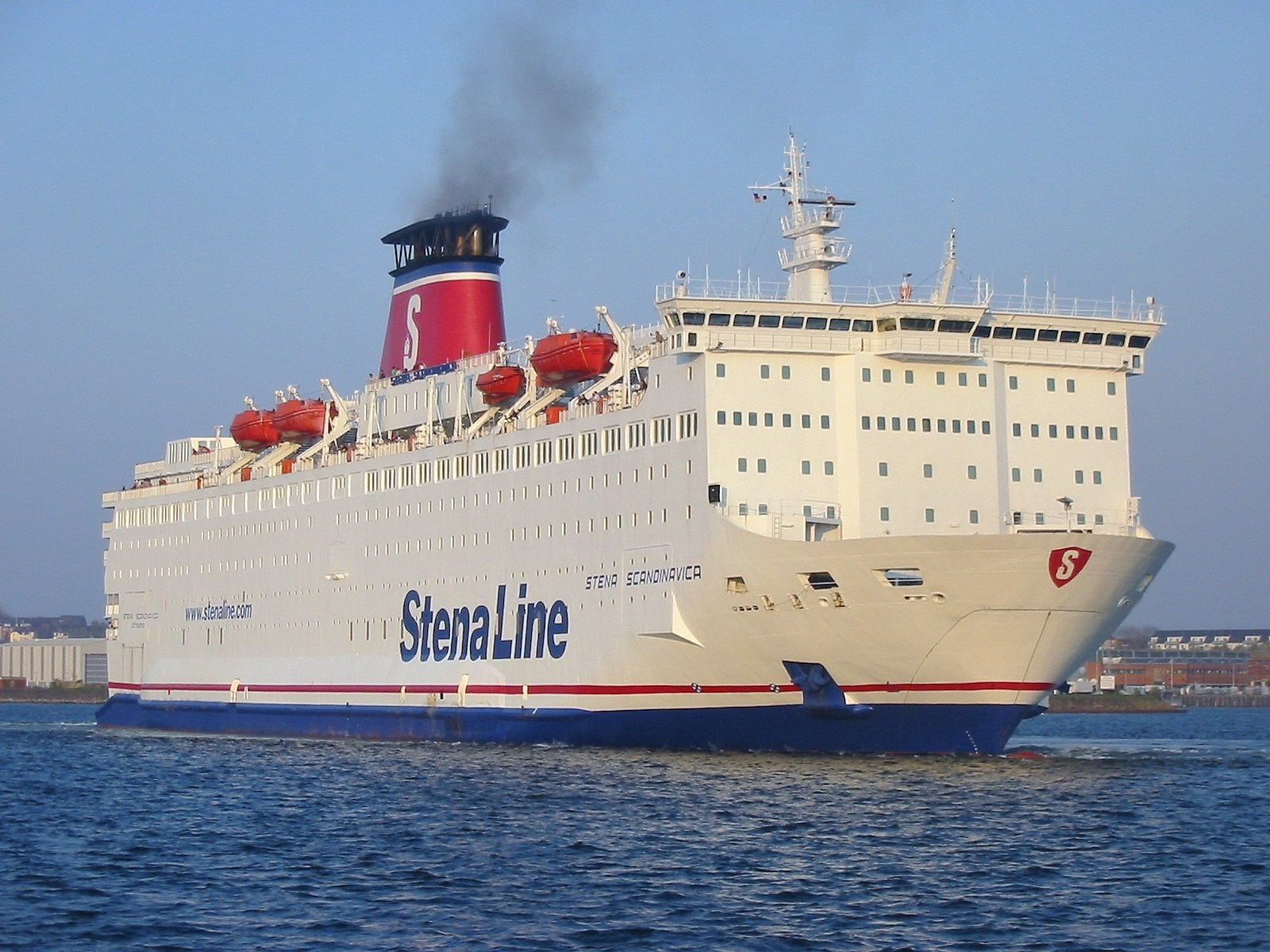
キール港のステナ・スカンジナヴィカ号

ステナライン（Stena Line）は、世界最大の船会社の1つで、スウェーデンのステナ・スフィア（Stena Sphere）という企業集団の1部門。本社はスウェーデンのヨーテボリ。
スコットランド、イングランド、ウエールズ、北アイルランド、アイルランド、スウェーデン、デンマーク、オランダ、ノルウェー、ドイツ、ポーランドでフェリー航路を持つ。

## 歴史
1962年にSten A. Olssonが、デンマークのフレゼリクスハウンとヨーテボリを結んでいた船会社を買収して設立。1972年には世界に先駆けてコンピューター予約・発券システムを導入。ドイツのキールへの航路で貨物輸送にも進出。1980年代にスウェーデンとデンマーク間の競合会社を買収したのを皮切りに、オランダやイギリス、アイルランドなどの船会社を次々に買収していった。